# 안톤 디아벨리

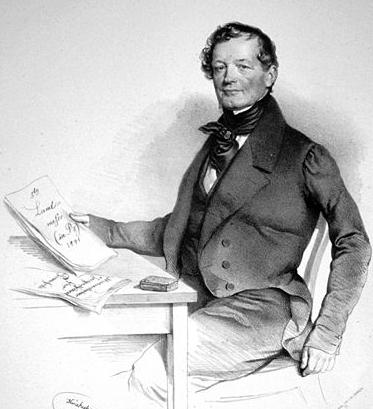

안톤 디아벨리 (Anton Diabelli, 1781년 9월 5일 – 1858년 4월 8일)는 오스트리아의 음악 출판업자, 편집자 및 작곡가이다. 출판업자 시절에 가장 잘 알려진 그는 루트비히 판 베토벤 이 작곡한 33개의 디아벨리 변주곡 주제 왈츠의 작곡가로 오늘날 가장 잘 알려져 있다.
디아벨리는 사제직에 들어가도록 훈련을 받았고 1800년 바이에른에 있는 수도원에 합류했다. 그는 바이에른이 모든 수도원을 폐쇄한 1803년까지 그곳에 머물렀다.
1803년 디아벨리는 빈으로 이사하여 피아노와 기타를 가르치기 시작했으며 음악 출판사의 교정자로 일했다. 이 기간 동안 그는 작곡을 계속하면서 음악 출판 사업을 배웠다. 1809년에 그는 희극 오페라를 작곡했다. 1817년 그는 음악 출판 사업을 시작했고, 1818년 그는 음악 출판 회사를 설립했다.
회사는 집에서 아마추어들이 연주할 수 있도록 대중적인 곡들을 편곡하여 유명해졌다. 판촉의 대가인 디아벨리는 유명한 오페라 선율 편곡, 댄스 음악 및 인기 있는 최신 만화 연극 노래와 같이 널리 접근할 수 있는 음악을 선택했다.
프란츠 슈베르트의 작품을 옹호함으로써 보다 진지한 음악계에서 명성을 얻었다. 디아벨리는 작곡가의 잠재력을 인식하고 1821년 슈베르트의 가곡 '마왕'을 출판했다. 디아벨리는 1824년에 새로운 출판사를 시작했다. 1828년 슈베르트가 일찍 사망한 후 디아벨리는 슈베르트의 형제 페르디난트 로부터 작곡가의 방대한 음악 자산의 상당 부분을 구입했다. 슈베르트에는 수백 개의 미공개 작품이 있었기 때문에 디아벨리의 회사는 작곡가가 사망한 후 30년 이상 동안 "새로운" 슈베르트 작품을 출판할 수 있었다.
디아벨리는 오페레타, 여러 미사, 노래, 수많은 피아노 및 클래식 기타 작품을 포함하여 잘 알려진 여러 작품을 작곡했다. 그의 기타 작품은 그의 작품에서 가장 큰 부분을 차지한다. 피아노 네 손을 위한 그의 작품은 인기가 있다.
디아벨리의 가장 잘 알려진 작품은 일반적으로 베토벤의 피아노 작품 중 가장 위대한 것 중 하나로 여겨지고 당대의 가장 위대한 변주곡으로 여겨지는 디아벨리 변주곡의 주제이다.